# Abdelaziz Chekaïmi
Abdelaziz Chekaïmi, était un ancien algérienne arbitre de la FIFA. Il est né à Blida (quartier de Douirette), est le premier arbitre international algérien et a été actif de 1963 à 1968. et ancien joueur de l'USM Blida les années 40.

## Carrière
Il a officié dans une compétition majeure :
- CAN 1965 (finale)